# Lilium nanum var. flavidum
Lilium nanum var. flavidum ist eine Varietät von Lilium nanum aus der Gattung der Lilien (Lilium) in der Asiatischen Sektion. Lilium nanum var. flavidum ist nicht in Kultur.

## Beschreibung
Lilium nanum var. flavidum erreicht eine Wuchshöhe von 10 cm bis 30 cm und ist somit eine Zwerglilie. Die Zwiebeln sind länglich und erreichen einen Durchmesser von etwa 1,5 bis 2,3 cm, sie sind mit weißen lanzettförmigen Schuppen überzogen. Der Stängel ist hart und gerade. Die Laubblätter sind breit-linear, zwischen 6 und 11 cm lang und zwischen 4 und 8,5 cm breit. Sie sind frei um den Stängel verteilt.
Die Pflanze blüht im Juni mit einer einzelnen nickenden Blüte. Die zwittrige Blüte ist dreizählig. Die sechs gleichgestalteten Blütenhüllblätter (Tepalen) sind zwischen 2,5 und 2,7 cm lang und 1 bis 1,2 cm breit. Die Grundfarbe der Blüten leuchtend gelb ohne Punkte. Die Antheren sind etwa 6 mm lang, die Pollen sind purpurrot und die Filamente sind 1 bis 12 mm lang. Die Nektarien sind auf beiden Seiten gefranst.
Die Samen reifen bis in den September in gelben, purpurn melierten 2,8 cm bis 3,5 cm langen Samenkapseln heran und keimen sofortig-epigäisch.

## Verbreitung
Die Art ist im Südosten der Provinz Xizang und in der Provinz Yunnan der Volksrepublik China sowie in Myanmar heimisch.
Lilium nanum var. flavidum findet sich an Waldrändern und auf alpinen Wiesen in Höhenlagen zwischen 3800 m und 4300 m NN.

## Botanische Geschichte
Einige Typen der Varietät wurden zeitweise als eigene Art, Lilium euxanthum, geführt. Der Artrang war aber nicht unumstritten, anfangs wurden sie als Lilium nanum var. flavidum bzw. Fritillaria flavida beschrieben, dann aber von William Wright Smith und William Edgar Evans als Nomocharis euxantha der Gattung Nomocharis zugeordnet. Erst Joseph Robert Sealy beschrieb Lilium euxanthum als eigene Art. Zur Unterscheidung von Lilium nanum var. flavidum wurde angeführt, dass die Blätter bei Lilium euxanthum nicht höher als die der Blüte reichen würden. Mittlerweile hat sich die Ansicht durchgesetzt, dass dies kein hinreichendes Kriterium ist und Lilium euxanthum gilt nur mehr als Synonym.